# أطروحة

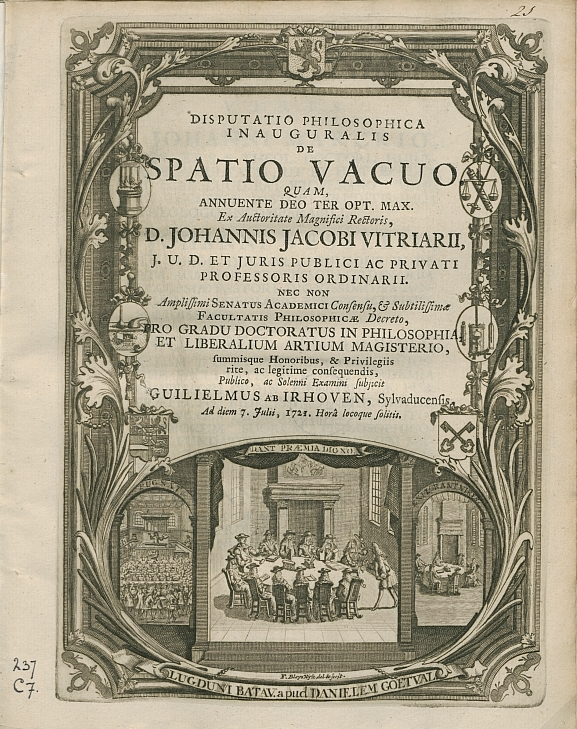
تكليف بدكتوراه من جامعة لايدن الهولندية (وثيقة تعود لتاريخ 7 يوليو عام 1721).

الأطروحة الأكاديمية هي الوثيقة التي تمثل أبحاث ونتائج الأبحاث التي قام بها الباحث وقدمها إلى جهة أكاديمية لكي تدعم ترشيحه للحصول على درجة علمية أو شهادة متخصصة مثل بكالوريوس أو ماجستير وتسمى حينها Thesis أو دكتوراه، وتسمى حينها Dissertation. في بعض الظروف، يتم استخدام كلمة «أطروحة» أو المصطلحات المشابهة لجزء من درجة البكالوريوس أو درجة الماجستير بطبيعة الحال، في حين أن «الأطروحة» تطلق عادة على الدكتوراه، بينما في أطر أخرى، العكس هو الصحيح. مصطلح أطروحة الدراسات العليا يستخدم أحيانا للإشارة إلى أطروحات كل من الماجستير وأطروحات الدكتوراه.
وهي بصورة أدق ما يُطْرَحُ للبحث لأول مرة ولم يكن متداولاً من قبل لدى المجتمعات العلمية أو العامة؛ فالأطروحة مسألة جديدة تماماً يتم عرضها للتناول العلمي، كدعوة لتدقيق النَّظرِ والبحث التجريبي، بمعنى أن الأطروحة إضافة جديدة تماما تكون نتيجتها الاكتشاف لما لم يكن معروفاً من قبل.

## أصل الكلمة
مصطلح «الأطروحة Thesis» يأتي في اليونانية θέσις بمعنى: «شيء مطروح»، ويشير إلى قضية فكرية. أما مصطلح «رسالة» من الكلمة اللاتينية dissertātiō، والتي تعني «مناقشة». وقد كان أرسطو أول فيلسوف يُعرف مصطلح أطروحة.
«(الأطروحة) هي افتراض لفيلسوف مرموق يتعارض مع الرأي العام. لأن تعبير الشخص العادي عن آراء مخالفة لآراء الرجال المعتادة سيكون أمرًا سخيفًا».
بالنسبة لأرسطو، فإن الأطروحة هي افتراض يتعارض مع الرأي العام أو يعبر عن مخالفة الفلاسفة الآخرين. وإن الفرضية هي بيان أو رأي قد يكون صحيحًا وقد لا يكون، وذلك اعتمادًا على الدليل أو البرهان المقدم. وبالتالي، فإن الغرض من الرسالة هو تحديد البراهين التي دعت المؤلف للاختلاف مع الفلاسفة الآخرين أو الرأي العام. على سبيل المثال: عندما طرح جاليليو مسألة: «الشمس مركز المجموعة الشمسية» كانت المسألة جديدة على عقل المستقبل لدرجة الصدمة! ومن ثم واجه الكثير من الاعتراضات والهجوم، ومن هذا الموقف وأمثاله تم وضع وصياغة القواعد والأسس المعيارية التي تحكم تقديم الأطروحة أو الاكتشاف العلمي أو براءة الاختراع، بحيث تضمن هذه المعايير حقوق جميع الأطراف، ومازال يتم تناول هذه القواعد بالتعديل حتى الوقت الحاضر.
وتسمى أيضًا رسالة dissertation (اختصارها: diss.) هي وثيقة مقدمة لدعم الترشح للحصول على درجة أكاديمية (شهادة جامعية) أو مؤهل مهني، وتعرض أبحاث المؤلف ونتائجها. في بعض السياقات، تُستخدم كلمة «أطروحة - thesis» أو ما يعادلها في البكالوريوس أو الماجستير، بينما تُستخدم كلمة «رسالة – dissertation» عادةً في الدكتوراه، بينما في سياقات أخرى، يكون العكس هو الصحيح. ويُستخدم مصطلح أطروحة الدراسات العليا أحيانًا للإشارة إلى كل من أطروحات الماجستير ورسالات الدكتوراه. يمكن استخدام مصطلح «رسالة» في بعض الأحيان لوصف الرسالة البحثية دون علاقة بالحصول على درجة أكاديمية. ويُستخدم مصطلح «أطروحة» أيضًا للإشارة إلى الادعاء العام لمقالة أو عمل مشابه.

## البناء وأسلوب التقديم

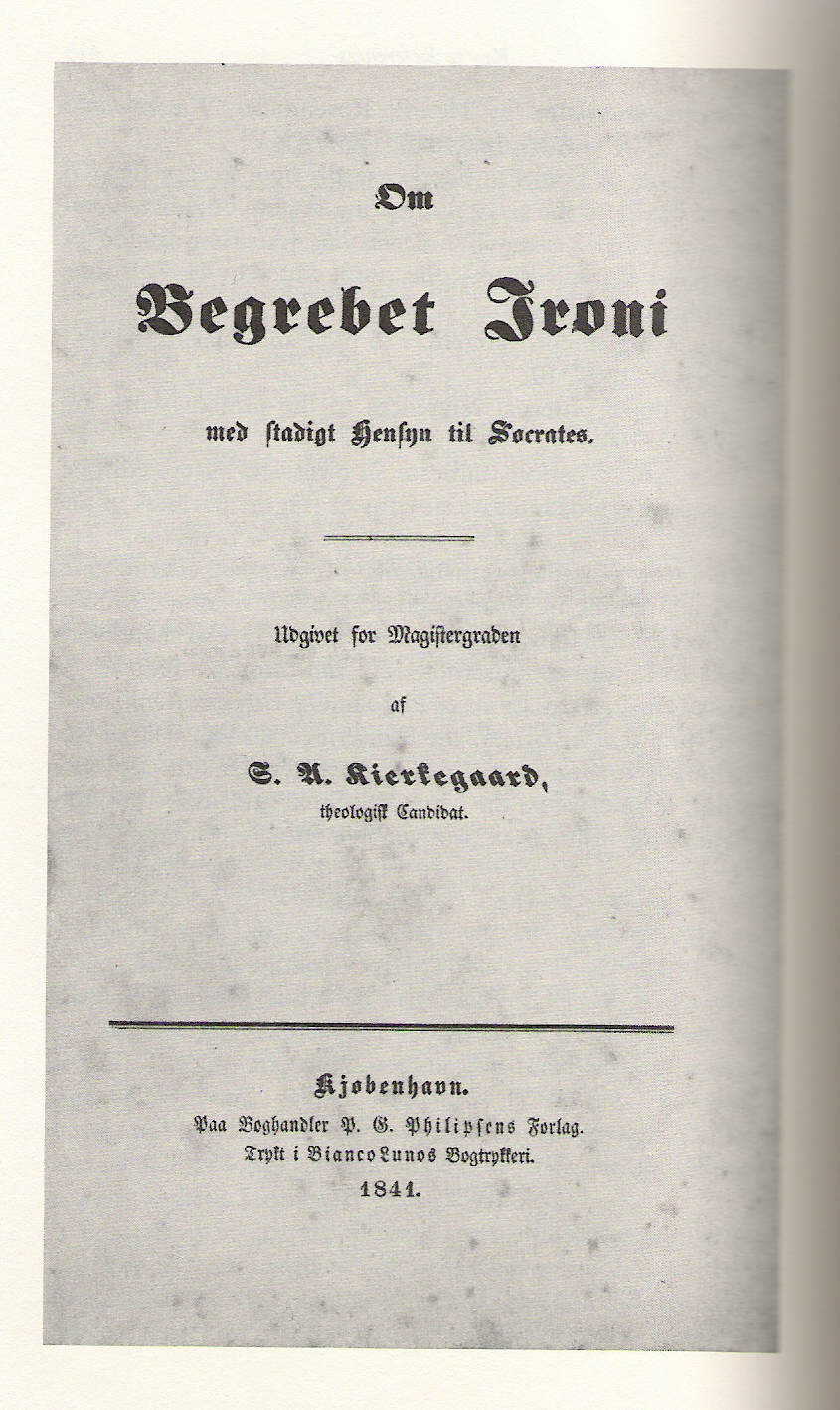
صفحة الغلاف بواسطة سورين كيركيغارد أطروحة جامعية (1841).

تم وضع وصياغة القواعد والأسس المعيارية التي تحكم تقديم الأطروحة أو الاكتشاف العلمي أو براءة الاختراع، بحيث تضمن هذه المعايير حقوق جميع الأطراف، ومازال يتم تناول هذه القواعد بالتعديل حتى الوقت الحاضر، وذلك للحفاظ على نقاء العناصر الآتية:
- حقوق العلم: كتراث إنساني لابد من بناءه على أسس راسخة؛ فلكل علم أصوله وكينونته
- حقوق العالم أو المفكر: تتمثل في محورين كلاهما في منتهى الأهمية؛

1. حقه في أن يعرض مدخله العلمي وما يدعمه من نظريات سابقة وبحوث لاحقة تتعلق بمجال أطروحته العلمية، أهمية هذه الأطروحة وما ستحققه من تطوير..... إلخ.
2. حقه في أن ينسب له ما يحققه من إنجازات؛ مثل: إرساء نظرية، إثبات حقيقة علمية، براءة اختراع. إلخ.

- حقوق المجتمع المتلقي أو الدارس لهذا العلم: لأن هذا المجتمع هو المتلقي للفكر الجديد، الفلسفة الجديدة أو المنتج الثقافي الجديد أيا كان ماهيته وحدوده، هذه الحقوق هي جملة الواجبات العلمية والأخلاقية التي تقع على عاتق المفكر أو الباحث تجاه العلم وتجاه المجتمع؛ فهناك الكثير من المتغيرات التي لا تعد ولا تحصى أثرت على شكل المجتمعات والثقافة العالمية نتيجة الاختراعات العلمية التي فرضت نفسها على العالم أجمع؛ يمثلها في أبسط عبارة موجزة: «ثورة الاتصالات العالمية».

### البنْية
يمكن ترتيب أطروحة كرسالة منشورة أو دراسة، مع أوراق مرفقة أو بدونها، على التوالي، على الرغم من أن العديد من برامج الدراسات العليا تسمح للمرشحين بتقديم مجموعة منظمة من الأوراق المنشورة. تحتوي الدراسة العادية على صفحة عنوان، وملخص، وجدول محتويات يتضمن فصولًا مختلفة مثل المقدمة، ومراجعة الأدبيات، والمنهجية، والنتائج، والمناقشة، والببليوغرافيا أو قسم المراجع عادةً. تختلف في بنيتها وفقًا للعديد من مجالات الدراسة المختلفة (الفنون، العلوم الإنسانية، العلوم الاجتماعية، التكنولوجيا، العلوم، إلخ) والاختلافات بينها. في الأطروحة بالنشر، تشكل الفصول مراجعة تمهيدية وشاملة لوثائق المقالات المنشورة وغير المنشورة الملحقة.
تكون تقارير الأطروحات عادة عن مشروع بحثي، أو دراسة، أو تحليل موسع للموضوع. تشرح بنية الأطروحة الغرض، والأدبيات البحثية السابقة التي تؤثر على موضوع الدراسة، والأساليب المستخدمة، ونتائج المشروع. تستخدم معظم جامعات العالم صيغة متعددة الفصول:
- المقدمة: التي تقدم موضوع البحث، والمنهجية، بالإضافة إلى نطاقها وأهميتها
- مراجعة الأدبيات: مراجعة الأدبيات ذات الصلة وإظهار كيف أن هذا قد أثرى قضية البحث
- فصل المنهجية، يشرح كيف صُمّم البحث ولماذا اختيرت أساليب البحث/العيّنات/جمع البيانات وتحليلها
- فصل النتائج: تحديد نتائج البحث نفسه
- فصل التحليل والمناقشة: تحليل النتائج ومناقشتها في سياق مراجعة الأدبيات (غالبًا ما يُقسّم هذا الفصل إلى قسمين؛ التحليل والمناقشة)
- الخاتمة، تُظهر الحكم أو القرار الذي توصلت إليه الرسالة أو الأطروحة[8][9]

### الأسلوب
غالبًا ما تحدد المؤسسات المانحة للشهادات العلمية إرشادات التنسيق التي يجب على المرشحين اتباعها عند إعداد وثيقة أطروحة. بالإضافة إلى إرشادات التنسيق الخاصة بالمؤسسة، هناك عدد من المعايير والتوصيات الوطنية والدولية المتعلقة بمجال البحث وتقديم الأطروحات، على سبيل المثال أيزو 7144. تشمل المعايير الدولية الأخرى المطبقة أيزو 2145 على أرقام الأقسام، وأيزو 690 على المراجع الببليوغرافية، وأيزو 31 على الكميات أو الوحدات.
تحدد بعض إرشادات التنسيق القديمة أن القسم الأمامي (صفحة العنوان، الملخص، جدول المحتويات، إلخ) يجب أن يستخدم تسلسل رقم صفحة منفصل عن النص الرئيسي، باستخدام الأرقام الرومانية. يذكر المعيار الدولي ذو الصلة والعديد من إرشادات التنسيق الأحدث أن ممارسة تصميم الكتب هذه يمكن أن تتسبب في حدوث ارتباك عندما تعرض برامج عرض المستندات الإلكترونية رقم كل صفحات المستند بشكل مستمر من الصفحة الأولى، بغض النظر عن أي أرقام صفحات مطبوعة. وبالتالي، فإنهم يتجنبون التسلسل التقليدي المنفصل للأرقام للقسم الأمامي ويطلبون تسلسلًا واحدًا من الأرقام العربية بدءًا من 1 للصفحة المطبوعة الأولى (مستطيل صفحة العنوان).
إن متطلبات العرض التقديمي، بما في ذلك ترقيم الصفحات، والتخطيط، ونوع ولون الورق، واستخدام الورق الخالي من الأحماض (إذ ستصبح نسخة من الأطروحة جزءًا دائمًا من مجموعة مكتبية)، وحجم الورق، وترتيب المكونات، ونمط الاقتباس، جميعها سوف يتحقق منها موظف القبول صفحة تلو الأخرى قبل قبول الرسالة وإصدار بيان الاستلام.
ومع ذلك، ليست هناك حاجة لمعايير صارمة دائمًا. معظم الجامعات الإيطالية، على سبيل المثال، لديها متطلبات عامة فقط حول حجم الحرف وتنسيق الصفحة، وتترك الكثير من الحرية للكثير من التفاصيل المطبعية الفعلية.

## لجنة الأطروحة
لجنة الأطروحة هي لجنة تشرف على أطروحة الطالب. في الولايات المتحدة، تتكون هذه اللجان عادةً من المشرف أو المستشار الرئيسي واثنين أو أكثر من أعضاء اللجنة، الذين يشرفون على تقديم الرسالة ويمكن أن يعملوا أيضًا بمثابة لجنة فحص، أو هيئة محلفين، في المناقشة الشفوية للرسالة (انظر أدناه).
في معظم الجامعات، تُختار اللجنة من قبل الطالب ومستشاره الأساسي، وعادة بعد الانتهاء من الامتحانات الشاملة أو لقاء الدليل الجامعي، وقد تتكون من أعضاء من لجنة الامتحانات الشاملة. أعضاء اللجنة حائزون على شهادة تعادل دكتوراه في مجالهم (سواء كانت دكتوراه أو تسمية أخرى) ومهمتهم هي قراءة الرسالة، وتقديم اقتراحات للتغييرات والتحسينات، والجلوس في الدفاع. في بعض الأحيان، يجب أن يكون عضو واحد على الأقل من أعضاء اللجنة أستاذًا في قسم مختلف عن قسم الطالب.

## دور مشرف الرسالة
دور المشرف على الرسالة هو مساعدة ودعم الطالب في دراسته، وتحديد ما إذا كانت الأطروحة جاهزة للاختبار. وتكون الأطروحة من تأليف الطالب وليس المشرف. تشمل واجبات مشرف الأطروحة أيضًا التحقق من الامتثال لحقوق الطبع والنشر والتأكد من أن الطالب قد أدرج في / مع الأطروحة بيانًا يؤكد أنه / أنها المؤلف الوحيد للأطروحة.

## الممارسات والمصطلحات الإقليمية والمحددة على أساس الدرجة

### الأرجنتين
في وثائق أمريكا اللاتينية، يمكن الإشارة إلى الأطروحة الأكاديمية على أنها مراحل مختلفة داخل البرنامج الأكاديمي الذي يسعى الطالب إلى إكماله في جامعة أرجنتينية معترف بها، وفي جميع الحالات يجب على الطلاب تطوير مساهمة أصلية في المجالات التي اختيرت عن طريق العديد من الأعمال الورقية والمقالات التي تجسد لب الأطروحة. بصورة مماثلة للدرجة الأكاديمية، تُسمى المرحلة الأخيرة من الأطروحة الأكاديمية باللغة الإسبانية باسم درجة الدفاع أو ماجستير الدفاع أو دكتوراه الدفاع في الحالات التي ينهي فيها المرشح الجامعي شهادة الإجازة الجامعية أو الماجستير أو الدكتوراه. وفقًا لقرار اللجنة، يمكن اعتماد الأطروحة أو رفضها من قبل لجنة أكاديمية تتألف من مدير الأطروحة ومنسق الأطروحة ومقيِّم واحد على الأقل من جامعة أخرى معُترَف بها يتابع الطالب فيها برنامجه الأكاديمي. يجب أن يكون جميع حكام الأطروحة قد حصلوا بالفعل على الأقل على الدرجة الأكاديمية التي يحاول المرشح الوصول إليها.

### كندا
في الجامعات الكندية الناطقة باللغة الإنجليزية، عادة ما تسمى الكتابات المقدمة للإيفاء بمتطلبات الدورات الدراسية الجامعية ورقات أو أوراق فصل دراسي أو مقالات. تسمى الورقة الطويلة أو المقالة المقدمة لاستكمال درجة البكالوريوس لمدة 4 سنوات أحيانًا ورقة كبرى.